# Eriosema pulchellum
Eriosema pulchellum là một loài thực vật có hoa trong họ Đậu. Loài này được (Kunth) G.Don miêu tả khoa học đầu tiên.